# Cathedra grandiflora
Cathedra grandiflora är en tvåhjärtbladig växtart som beskrevs av Ludwig Eduard Loesener. Cathedra grandiflora ingår i släktet Cathedra och familjen Aptandraceae. Inga underarter finns listade i Catalogue of Life.